# Justus Gräbner
Justus Gräbner (* 10. November 1946 in Helmarshausen) ist ein Generalmajor außer Dienst des Heeres der Bundeswehr.

## Leben

### Kindheit, Ausbildung und erste Verwendungen
Gräbner legte 1966 sein Abitur ab und wurde als Grundwehrdienstleistender mit 18-monatiger Dienstzeit in das Fernmeldebataillon 11 in der Hindenburg-Kaserne in Oldenburg einberufen. Nach einem Wechsel der Laufbahn absolvierte er von 1967 bis 1968 als Reserveoffizieranwärter die Ausbildung zum Offizier des Truppendienstes der Reserve. Nach erneutem Laufbahnwechsel wurde er von 1968 bis 1970 als Offizieranwärter die Offizierausbildung zum Offizier der Fernmeldetruppe unter anderem an der Heeresoffizierschule III in der Stetten-Kaserne in München. Danach war er von 1970 bis 1975 S1-Offizier (Personal) und Kompaniechef der Ausbildungskompanie des Fernmeldebataillons 110. In dieser Zeit (1973) verlegte das Bataillon von der Hendrik-de-Wynen-Kaserne in Borken in die Freiherr-vom-Stein-Kaserne nach Coesfeld. Von 1975 bis 1978 war er Kompaniechef einer Einsatzkompanie im Fernmeldebataillon 330 in der Falckenstein-Kaserne in Koblenz.

### Dienst als Stabsoffizier
Von 1978 bis 1980 absolvierte Gräbner den 21. Generalstabslehrgang Heer an der Führungsakademie der Bundeswehr in Hamburg, wo er zum Offizier im Generalstabsdienst ausgebildet wurde. Anschließend war er von 1980 bis 1981 am Institut für Friedensforschung und Sicherheitspolitik an der Universität Hamburg als Assistent von Generalleutnant außer Dienst Wolf von Baudissin eingesetzt, bevor er von 1981 bis 1987 G3 Operationen bei der Central Army Group in Heidelberg und beim III. Korps in der Boelcke-Kaserne in Koblenz wurde. Von 1987 bis 1989 war Gräbner Bataillonskommandeur des Fernmeldebataillons 6 in der Hindenburg-Kaserne in Neumünster und danach Referent für Rüstungskontrolle im Führungsstab der Streitkräfte, Stabsabteilung III, Referat 4, im Bundesministerium der Verteidigung auf der Hardthöhe in Bonn. 1991 wechselte er zum NATO-Hauptquartier Supreme Headquarters Allied Powers Europe in Mons in Belgien, wo er bis 1995 Section Chief in der Political Division, Büroleiter des stellvertretenden Chefs des Stabes und Chef des Stabs war.

### Dienst als General
Von 1995 bis 1999 war Gräbner Brigadekommandeur der Panzerbrigade 42 in der Havelland-Kaserne in Potsdam und von 1999 bis 2003 Assistent Chief of Staff J3/5/7/9 im Joint Headquarters Southwest der NATO in Madrid, Spanien. Ab dem 1. Oktober 2003 war er Befehlshaber im Wehrbereich IV in der Fürst-Wrede-Kaserne in München. Im September 2007 übergab er das Kommando an seinen Nachfolger Gert Wessels und wurde in den Ruhestand versetzt.

### Familie
Gräbner hat mindestens ein Kind.